# 카마루파
카마루파(산스크리트어: कामरूपा)는 고전기 인도 아대륙의 초기 국가로, 다바카와 함께 아삼 최초의 역사적 왕국이다.
카마루파는 서기 350년부터 1140년까지 존재했으며 다바카는 서기 5세기에 카마루파에 흡수되었다. 현재의 구와하티, 북구와하티, 테즈푸르의 수도에서 세 왕조가 다스렸던 카마루파는 전성기에 브라마푸트라 계곡 전체, 북벵골, 부탄과 방글라데시 북부, 그리고 때때로 오늘날의 서벵골주, 비하르주, 실렛주의 일부를 통치했다.
왕국은 12세기에 사라지고 더 작은 정치적 실체로 대체되었지만 카마루파의 개념은 지속되었고 고중세 연대기 작가들은 계속해서 이 왕국의 일부를 카마루프라고 불렀다. 16세기에 아홈 왕국이 두각을 나타내면서 고대 카마루파 왕국의 유산을 이어받아 카라토야강까지 왕국을 확장하고자 했다.

## 어원
왕국을 나타내기 위해 카마루파라는 이름이 가장 먼저 사용된 것은 사무드라굽타의 기둥에 새겨진 글에서 왕국을 변경지역 왕국으로 언급한 4세기부터이다. 카마루파는 마하바라타 또는 라마야나 서사시에서 아무런 언급도 찾을 수 없으며 초기와 후기의 베다, 불교, 자이나교 문학에서 카마루파에 대한 언급은 왕국에 관한 것이 아니다. 카마루파라는 이름이 처음 사용된 지 6세기 후인 10세기 칼리카 푸라나에서 카마데바가 그의 형태(루파)를 되찾은 왕국이라는 설명이 처음 등정한다.
한편 서사시에는 프라그죠티샤라는 이름이 등장하지만, 7세기가 되어서야 바스카라바르만이 자신의 왕국과 서사시의 프라그죠티샤를 연결하고, 그의 왕조 혈통을 바가닷타와 나라카로 추적하면서 카마루파 왕국과 연결되었다. 9세기에 나라카가 카마루파를 정복한 후 통치했던 전설적인 도시로 프라그죠티쉬푸라가 이름을 올렸다.

## 역사

### 선행 시대
카마루파는 기원전 6세기에서 4세기의 십육대국 목록에 포함되어 있지 않으며, 북동인도 지역도 아소카 비문(기원전 3세기)에 언급되지 않는다. 이는 마우리아 제국의 일부가 아니었기 때문이다. 기원전 3세기에서 2세기의 바우다야나 다르마수트라(Baudhayana Dharmasutra)는 앙가 (동부 비하르), 마가다 (남부 비하르), 푼드라 (북벵골), 방가 (동부 및 남부 벵골)를 언급하며, 브라만이 이 지역을 방문한 후 정화가 필요하다고 하지만, 카마루파는 언급되지 않아 이는 기원전 1천년기 후반에 브라만 문화의 범위를 벗어나 있었음을 나타낸다.
초기 기록은 에리트라해의 페리플루스 (1세기)와 클라우디오스 프톨레마이오스의 지리학 (2세기)에서 키라타족을 따서 이 지역을 키라하디아(Kirrhadia)라고 부른다. 아르타샤스트라 (기원후 초기)는 "라우히티야(Lauhitya)"를 언급하는데, 이는 후대 주석가에 의해 브라마푸트라 계곡과 동일시된다. 이 초기 기록들은 부족 지역의 경제 활동에 대해 언급하지만, 국가에 대해서는 언급하지 않는다.
왕국에 대한 가장 이른 언급은 4세기의 사무드라굽타의 알라하바드 기둥 비문으로, 카마루파와 다바카의 왕들을 변경 통치자(pratyanta nripati)라고 부른다. 카마루파 통치자들이 아삼과 현재의 방글라데시 여러 곳에 남긴 카마루파 비문들은 중요한 정보원이다. 그럼에도 불구하고, 지역 교부금은 카마루파라는 이름을 완전히 피하고 대신 프라그죠티샤(Pragjyotisha)라는 이름을 사용하며, 왕들을 프라그죠티샤디파티(Pragjyotishadhipati)라고 불렀다.
나가자리-카니카르가온 바위 비문은 산스크리트어로 작성되었고 아마도 토지 교부금이었으며, 약 5세기경으로 추정된다. 아삼의 골라가트 지역의 사루파타르에서 발견되었다. 이는 산스크리트화가 동쪽으로 매우 빠르게 확산되었음을 뒷받침한다. 이 연대가 바르만 왕조의 시기와 일치하지만, 비문은 교부금을 발행한 국가 형태를 명시하지 않으며, 바르만 왕조가 책임이 없었을 수도 있다. "4세기경 또는 그 이전에 북동인도 여러 하위 지역에서 동시에 여러 정치 세력이 존재했을 가능성을 완전히 배제할 수 없다." 실제로, 도이양 단시리 계곡에서 발견된 고고학적 증거는 이 지역의 초기 국가 형성이 2세기 이전에 시작되었을 수 있음을 시사한다.

### 국경

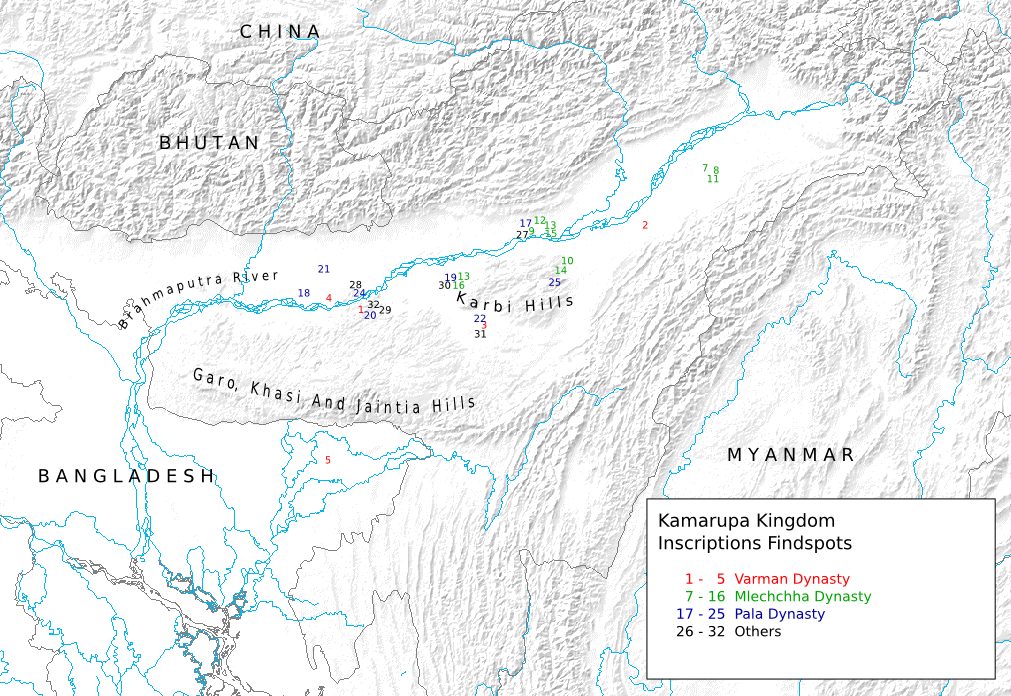
카마루파 왕국과 관련된 비문들의 발견 지점들은 지리적 위치와 범위를 추정하게 한다.

존속 기간 동안 카마루파의 국경은 변동했다. 그럼에도 불구하고, 학자들은 카마루파의 전통적인 국경을 서쪽으로는 카라토야강, 동쪽으로는 사디야, 남쪽으로는 방글라데시의 다카구와 마이멘싱구 사이의 브라마푸트라강 합류점, 북쪽으로는 칸첸중가로 간주한다. 전통적인 국경은 현장(7세기)과 칼리카 푸라나(10세기)의 두 동시대 문헌과 후기 중세 자료인 요기니 탄트라(16세기)에서 나온 것이지만, 이러한 주장들은 어떤 비문 기록으로도 뒷받침되지 않는다. 따라서 이 문헌들에 따르면 카마루파는 브라마푸트라 계곡 전체와 북동인도를 아우르며, 때때로 현재의 부탄, 방글라데시, 네팔의 일부를 포함했다고 여겨진다.

#### 내부 분할
카마루파는 균일하게 통합된 독립체로 이해되지 않는다. 칼리카 푸라나는 구와하티 근처의 랄리타칸타(Lalitakanta)에 두 번째 동쪽 경계가 있었다고 언급한다. Shin (2018)은 이를 카마루파 내에서 카라토야와 랄리타칸타 사이 지역이 정착생활이 일반적이었던 곳이었고, 동쪽 지역은 비정착 사회의 영역이었음을 의미한다고 해석한다. 이러한 내부 분할은 여신들의 거처인 피타(pitha)의 개념으로 이해되었다.
이 지역 전역에 흩어져 있는 다양한 금석문 기록은 왕국의 크기를 추정하는 데 사용된다. 이 왕국은 13세기경에는 완전히 해체되어 더 작은 왕국들로 나뉘었다고 여겨진다.

### 정치사

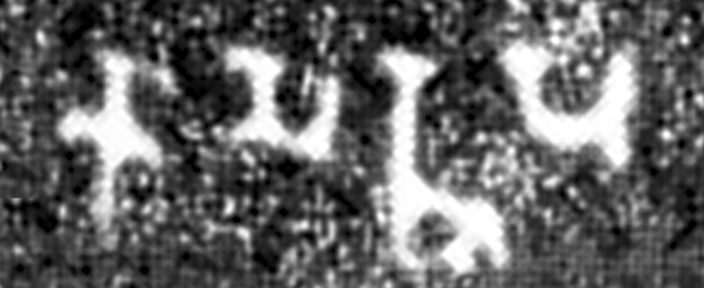
사무드라굽타 (서기 350-375년)의 알라하바드 기둥 비문에 새겨진 후기 브라흐미 문자의 "카마루파".

사무드라굽타의 알라하바드 바위 기둥에 변경 왕국으로 처음 언급된 카마루파는 4세기에 현재의 구와하티 주변에서 굽타 제국의 종속적이지만 주권적인 동맹국으로 시작되었다.
이는 현재 나가온구의 카필리강 계곡에 위치한 카마루파 동쪽의 다바카(Davaka) 왕국과 함께 언급되는데, 다바카는 이후 역사 기록에 독립적인 정치적 실체로 다시 언급되지 않는다. 아마도 여러 국가 구조 중 하나였던 카마루파는 영토를 확장하여 브라마푸트라 계곡 전체와 그 너머를 포괄하게 되었다. 굽타 제국이 약화되자, 토착 기원의 바르만 왕조는 아슈바메다를 수행하며 정치적 영향력을 행사하기 시작했고, 반신화적인 기원을 주장하며 문화적으로도 입지를 다졌다. 바스카라바르만의 통치 아래 카마루파는 정치적 절정에 달했으며, 바르만 왕조가 악마 나라카의 후손이라는 계보가 확고한 전통이 되었다. 또 다른 토착 통치자 집단인 믈레차 왕조와 그 뒤를 이은 팔라 왕조 또한 나라카의 후손임을 주장하며 정치적 정통성을 확보했다.

#### 바르만 왕조 (기원 약 350년 – 650년)
푸시야바르만 (350–374)은 왕국 내외의 많은 적들과 싸우며 바르만 왕조를 세웠다. 그의 아들인 사무드라바르만 (374–398)은 많은 지역 통치자들에게 종주국으로 인정받았다. 그럼에도 불구하고 후대 왕들은 왕국을 안정시키고 확장하려는 노력을 계속했다. 칼야나바르만 (422–446)은 다바카를 점령했고 마헨드라바르만 (470–494)은 더 동쪽 지역을 점령했다. 나라야나바르마 (494–518)와 그의 아들 부티바르만 (518–542)은 마제를 거행했고, 바스카라바르만의 니단푸르 동판 비문이 증명하듯이, 이 확장은 현재의 실렛주로 확인되는 찬드라푸리 비사야 지역을 포함했다. 따라서 푸시야바르만이 세운 작지만 강력한 왕국은 여러 세대에 걸쳐 불규칙하게 성장하여 인접한 더 작은 왕국들과 방글라데시 일부를 포함하게 되었다.
부티바르만 통치 초기까지의 초기 확장 이후, 왕국은 서쪽으로부터의 첫 번째 주요 공격인 말와의 야쇼다르만 (525–535)의 공격을 받았다. 이 침략이 왕국에 어떤 영향을 미쳤는지는 불분명하지만, 부티바르만의 손자 스티타바르만 (566–590)이 카르나수바르나의 가우다에 대한 승리를 거두고 두 번의 마제를 거행했다는 것은 카마루파 왕국이 거의 완전히 회복되었음을 시사한다. 그의 아들 수스티타바르만 (590–600)은 동 말와의 마하세나굽타의 공격을 받았다. 이러한 침략은 카마루파 왕들(마우카리와 동맹)과 벵골의 가우르 왕들(동 말와 왕들과 동맹)이 맞서는 동맹 체제의 결과였다. 수스티타바르만은 가우르 침략이 진행되는 동안 사망했고, 그의 두 아들 수프라티슈티타바르만과 바스카라바르만은 코끼리 군대에 맞서 싸우다가 붙잡혀 가우르로 끌려갔다. 그들은 충성 서약 덕분에 왕국을 되찾을 수 있었다. 수프라티슈티타바르만의 통치 기간은 595-600년으로 매우 짧았고, 그 후 그는 후계자 없이 사망했다.
수프라티슈티타바르만의 뒤를 이어 그의 형제인 바스카라바르만 (600–650)이 즉위했는데, 그는 바르만 왕조 중 가장 뛰어난 왕으로 자신의 왕국을 강화하고 자신을 사로잡았던 왕국을 침략하는 데 성공했다. 바스카라바르만은 샤샹카가 이전 왕인 자신의 형제를 살해한 후 606년에 왕위에 오른 타네사르의 왕 하르샤바르다나와 동맹을 맺을 만큼 강력해졌다. 하르샤바르다나는 마침내 왕이 없는 마우카리 왕국을 장악하고 수도를 카나우지로 옮겼다. 하르샤바르다나와 바스카라바르만의 동맹은 샤샹카를 양쪽에서 압박하여 그의 왕국을 축소시켰지만, 이 동맹이 그의 완전한 패배로 이어졌는지는 불분명하다. 그럼에도 불구하고 바스카라바르만은 현재의 방글라데시 실렛주에 위치한 정착촌에 대한 부티바르만이 이전에 발행한 교부금을 대체하기 위해 가우르의 수도 카르나수바르나 (현재 서벵골주 무르시다바드)에 있는 그의 승리 진영에서 니단푸르 동판 비문을 발행했다.

#### 믈레차 왕조 (기원 약 655년 – 900년)
바스카라바르만이 후계자 없이 사망하고 내전과 정치적 혼란기를 거친 후 왕국은 살라스탐바(Salasthambha) (655–670)의 손에 넘어갔는데, 그는 아마도 이전 지방 총독이었을 것이며 믈레차라고 불리는 원주민 집단의 일원이었다. 이 왕조 또한 나라카 왕조의 혈통을 주장했지만, 이전 바르만 왕조와는 왕조적 관계가 없었다. 이 왕조의 수도는 하룹페슈와라(Haruppeshvara)로, 현재 테즈푸르 근처의 현대 다 파르바티야(Dah Parbatiya)와 동일시된다. 왕국은 봉건적 특성을 띠게 되었으며 정치 권력은 왕과 상당한 자율권을 누리는 마하사만타(mahasamanta)와 사만타(samanta)라고 불리는 2, 3단계 통치자들 사이에 분할되었다. 이 왕조의 마지막 통치자는 티아가 싱가 (890–900)였다.

#### 팔라 왕조 (기원 약 900년 – 1100년)
티아가 싱가가 후계자 없이 사망하자, 바우마 왕조의 일원인 브라마 팔라 (900–920)가 통치 부족장들에 의해 왕으로 선출되었는데, 이는 벵골의 팔라 제국의 고팔라가 선출된 것과 비슷했다. 이 왕조의 원래 수도는 하다페슈와라(Hadapeshvara)였으나, 라트나 팔라 (920–960)에 의해 현재의 구와하티 근처에 건설된 두르자야(Durjaya)로 옮겨졌다. 팔라 왕조의 가장 위대한 왕인 다르마 팔라 (1035–1060)는 카마루파나가라(Kamarupanagara)에 수도를 두었는데, 현재 북구와하티와 동일시된다. 마지막 팔라 왕은 자야 팔라 (1075–1100)였다.
이 시기, 카마루파는 팔라 왕 라마팔라의 공격을 받아 서부 지역이 정복되었다.

### 카마루파의 해체와 종말
서부 카마루파
라마팔라는 오랫동안 통제권을 유지할 수 없었고, 팀기아데바 (1110–1126)는 서부 카마루파를 한동안 독립적으로 통치했다. 그의 아들 쿠마라팔라는 팀기아데바에 맞서 바이드야데바를 파견했고, 바이드야데바는 캄루프 지역의 함슈콘치(Hamshkonchi)에 정착했다. 바이드야데바는 쿠마라팔라와 우호적인 관계를 유지했지만, 이전 카마루파 왕들의 코끼리 인장을 사용하여 교부금을 발행하고 마하라자디라자(Maharajadhiraja) 칭호를 사용하며 카마루파 왕처럼 행세했지만, 카마루파 왕들이 사용했던 프라그죠티사디파티(Pragjyotisadhipati)라는 칭호는 사용하지 않았다. 그는 캄루프, 골파라, 북벵골 일부를 통제했지만, 마지막 카마루파 왕들의 거점이었던 카마루파나가라(Kamarupanagara)는 통제하지 못했다.
중앙 카마루파
카마루파 왕국이 쇠퇴하면서 브라마푸트라강 북쪽 강변의 캄루프, 다랑, 소니트푸르 지역 일부가 바스카라(Bhaskara)의 통제 아래 들어간 것으로 추정된다. 단 하나의 비문(1185년)에는 달 왕조(Lunar dynasty)라고 불리는 네 명의 통치자, 즉 바스카라, 라야리데바, 우다야카르나, 발라바데바의 목록이 있으며, 그들의 통치 기간은 1120-1200년으로 추정된다.
남부 카마루파
실렛 지역에서는 카라바나, 고쿨라데바, 나라야나, 케샤바데바라는 통치자들이 등장했다.
진정한 카마루파
카마루파 본토는 브라마푸트라강 남쪽 강변에 한정되었고, 권력 중심지는 여전히 카마루파나가라(Kamarupanagara)에 있었으며, 프리투, 사무드라팔라, 산디아의 세 통치자가 연관되어 있다.
1206년 투르크-아프간인 바크티야르 할지는 티베트를 향해 카마루파를 통과했으나 재앙으로 끝났으며, 이는 여러 투르크-아프간 침략 중 첫 번째였다. 이 시기 카마루파의 통치자는 라자 프리투 (1228년 사망, 타바카트 이 나시리에는 브리투로 불림)였다. 그는 때때로 서기 1232년 가크탈(Gachtal) 비문에 언급된 루나 왕조의 발라바데바의 아들 비스바순다라와 동일시되기도 한다. 프리투는 가우다의 기야스웃딘 이와즈 샤 (1226–27)의 침략을 막아냈는데, 그는 나시르웃딘 마흐무드로부터 수도를 방어하기 위해 후퇴했으나, 1228년에 패배하고 붙잡혀 사망했다. 나시르웃딘은 속왕을 세웠지만, 1229년 그가 사망한 후 카마루파의 통제권은 지역 통치자들에게 넘어갔다.

#### 카마타의 시작
지역 통치자들 사이에서 산디아 ( 1250c.–1270)라는 강력한 통치자가 등장했는데, 그는 마지막 팔라 왕들의 거점이었던 카마루파나가라(Kamarupanagara)에 수도를 둔 캄루프의 라이(Rai)였다. 델리의 맘루크 통치자들을 위한 가우르의 총독인 말리크 이크티야르웃딘 이우즈바크는 1257년 산디아의 영토에 침략 공격을 시도했고, 산디아는 같은 해 봄 홍수의 도움을 받아 술탄을 붙잡아 죽였다. 이 공격 이후 산디아는 수도를 카마루파나가라에서 카마타푸르(북벵골)로 옮기고 카마타라고 불리게 될 새로운 왕국을 세웠다.
그때 서부 카마루파는 코치족과 메치족의 영토였다. 이전 카마루파의 다른 지역에서는 카차리 왕국 (중앙 아삼, 남부 강변), 바르 부얀 (중앙 아삼, 북부 강변), 추티아 왕국 (동부)이 부상하고 있었다. 나중에 강력하고 독립적인 왕국을 세울 아홈족은 1228년에 카차리 왕국과 추티아 왕국 사이 지역에서 국가 구조를 구축하기 시작했다.
알라웃딘 후사인 샤는 자신의 이름으로 "카마루프와 카마타의 정복자"라는 문구를 새긴 동전을 발행했다.

## 국가 구조
국가 구조의 범위는 카마루파 왕들이 남긴 수많은 카마루파 비문과 현장과 같은 여행자들이 남긴 기록에서 알 수 있다. 통치는 고전적인 7단계 국가 구조를 따랐다.
왕과 궁정: 왕은 신성한 기원을 가진 것으로 여겨졌다. 계승은 장자 상속이었지만, 두 번의 주요 단절로 다른 왕조가 생겨났다. 두 번째 단절에서는 이전 왕이 후계자 없이 사망하자 국가의 고위 관리들이 브라마팔라를 왕으로 선출했다. 왕실 궁정은 라자구루(Rajaguru), 시인, 학자, 의사로 구성되었다. 다양한 금석문 기록에는 마하바라디파티(Mahavaradhipati), 마하프라티하라(Mahapratihara), 마할라카프라우디카(Mahallakapraudhika) 등 다양한 궁정 관료들이 언급된다.
각료 회의: 왕은 각료 회의(Mantriparisada)의 조언을 받았으며, 현장은 바스카라바르만이 그의 대신들과 회의를 가졌다고 언급한다. 카마울리(Kamauli) 교부금에 따르면, 이러한 직위는 브라만들이 맡았고 세습되었다. 국가 기능은 전문화되어 있었고, 다양한 부서를 담당하는 여러 그룹의 관리들이 있었다.
수입: 토지세(kara)는 특별 세금 징수원들이 경작자들로부터 징수했다. 경작지에 대한 소유권이 없는 경작자들은 우파리카라(uparikara)를 납부했다. 통행료(sulka)는 용골선(keeled boat)을 운항하는 상인들(카이바르타)로부터 통행료 징수원들이 징수했다. 국가는 구리 광산(kamalakara)에 대한 독점권을 유지했다. 국가는 반다가라디크리타(Bhandagaradhikrita)와 코슈타가리카(Koshthagarika)와 같은 관리들을 통해 상점과 재무를 관리했다.
하사금: 왕은 때때로 브라만들에게 일반적으로 마을, 수자원, 황무지 등으로 구성된 하사금(브라마데야)을 주었다(아그라하라). 이러한 하사금은 수혜자에게 세금 징수권과 정기적인 세금 면제권, 그리고 다른 괴롭힘으로부터의 면제권을 부여했다. 때때로 브라만들은 바르나아쉬람다르마(varnashramdharma)를 확립하기 위해 북인도에서 이주하기도 했다. 그럼에도 불구하고 수혜자의 존재는 봉건 계급의 존재를 나타낸다. 사원과 종교 기관에 대한 하사금은 각각 다르모타라(dharmottara)와 데보타라(devottara)라고 불렸다.
토지 측량: 토지는 측량되고 분류되었다. 경작지(kshetra)는 개인 또는 가족이 소유했으며, 황무지(khila)와 숲은 공동 소유였다. 국가가 측량하지 않아 세금이 부과되지 않는 부치드라냐야(bhucchidranyaya)라고 불리는 토지도 있었다.
행정: 왕국 전체는 계층적인 행정 구역으로 나뉘었는데, 최상위 단위순으로 부크티(bhukti), 만달라(mandala), 비샤야, 푸라(pura, 도시), 아그라하라(agraharas, 마을 집합), 그라마(grama, 마을)로 나뉘었다. 이 단위들은 라자니야(rajanya), 라자발라바(rajavallabha), 비샤야파티(vishayapati) 등이 이끌었다. 다른 직책으로는 니야야카라니카(nyayakaranika), 비야바하리카(vyavaharika), 카야스타(kayastha) 등이 있었으며, 아디카라(adhikara)가 이들을 이끌었다. 이들은 사법 업무도 담당했지만, 최종 권한은 왕에게 있었다. 법 집행과 처벌은 단디카(dandika, 치안 판사)와 단다파시카(dandapashika, 단디카의 명령을 집행하는 자)라고 불리는 관리들이 담당했다.

## 같이 보기
- 카마타 왕국
- 캄루프 (동음이의)
- 아삼주의 역사

## 참고 문헌
- Acharya, N. N. (1968), 《Asama Aitihashik Bhuchitravali (Maps of Ancient Assam)》, Bina Library, Gauhati, Assam
- Baruah, S L (1995), 《A Comprehensive History of Assam》, New Delhi: Munshiram Manoharlal Publishers Pvt Ltd
- Boruah, Nirode (2005). “'Early State' Formation in the Brahmaputra Valley of Assam”. 《Proceedings of the Indian Historical Congress》 66: 1464–1465. JSTOR 44145968.
- Boruah, Nirode (2011). “Kamarupa to Kamata: The political Transition and the New Geopolitical Trends and Spaces”. 《Proceedings of the Indian History Congress》 72: 78–86. JSTOR 44146698.
- Boruah, Nirode (2007), 《Early Assam》, Guwahati, Delhi: Spectrum Publications
- Casson, Lionel (1989). 《The Periplus Maris Erythraei: Text With Introduction, Translation, and Commentary》. Princeton University Press. ISBN 978-0-691-04060-8. 2020년 8월 19일에 원본 문서에서 보존된 문서. 2018년 2월 26일에 확인함.
- Choudhury, P. C. (1959), 《The History of Civilization of the People of Assam to the Twelfth Century AD》, Department of History and Antiquarian Studies, Gauhati, Assam
- Dutta, Anima (2008). 《Political geography of Pragjyotisa Kamarupa》 (PhD). Gauhati University. hdl:10603/68309. 2017년 4월 26일에 원본 문서에서 보존된 문서. 2017년 4월 25일에 확인함.
- Guha, Amalendu (December 1983), “The Ahom Political System: An Enquiry into the State Formation Process in Medieval Assam (1228–1714)” (PDF), 《Social Scientist》 11 (12): 3–34, doi:10.2307/3516963, JSTOR 3516963, 2022년 9월 27일에 원본 문서 (PDF)에서 보존된 문서, 2019년 9월 24일에 확인함
- Guha, Amalendu (1984). “Pre-Ahom Roots and the Medieval State in Assam: A Reply”. 《Social Scientist》 12 (6): 70–77. doi:10.2307/3517005. JSTOR 3517005.
- Jacquesson, François (2008). “Discovering Boro-Garo” (PDF). 《History of an Analytical and Descriptive Linguistic Category》 32: 14–49. 2019년 8월 3일에 원본 문서 (PDF)에서 보존된 문서. 2020년 5월 27일에 확인함.
- Lahiri, Nayanjot (1991), 《Pre-Ahom Assam: Studies in the Inscriptions of Assam between the Fifth and the Thirteenth Centuries AD》, Munshiram Manoharlal Publishers Pvt Ltd
- Ludden, David (2003). “Investing in Nature around Sylhet: An Excursion into Geographical History”. 《Economic and Political Weekly》 38 (48): 5080–5088. JSTOR 4414346.
- Puri, Baij Nath (1968), 《Studies in Early History and Administration in Assam》, Gauhati University
- Puri, B N (1990), 〈Polity and Administration〉,   Barpujari, H K, 《The Comprehensive History of Assam》 I, Guwahati: Publication Board, Assam, 172–194쪽
- Saikia, Nagen (1997). 〈Medieval Assamese Literature〉.   Ayyappa Panicker, K. 《Medieval Indian Literature: Assamese, Bengali and Dogri》 1. New Delhi: Sahitya Akademi. 3–20쪽. ISBN 9788126003655. 2022년 9월 27일에 원본 문서에서 보존된 문서. 2020년 11월 14일에 확인함.
- Sarkar, J N (1990), 〈Koch Bihar, Kamrup and the Mughals, 1576–1613〉,   Barpujari, H K, 《The Comprehensive History of Assam: Mediebal Period, Political》 II, Guwahati: Publication Board, Assam, 92–103쪽
- Sarkar, J. N. (1992), 〈Chapter II The Turko-Afghan Invasions〉,   Barpujari, H. K., 《The Comprehensive History of Assam》 2, Guwahati: Assam Publication Board, 35–48쪽
- Shin, Jae-Eun (2018), 〈Region Formed and Imagined: Reconsidering temporal, spatial and social context of Kamarupa〉,   Dzüvichü, Lipokmar; Baruah, Manjeet, 《Modern Practices in North East India: History, Culture, Representation》, London & New York: Routledge, 23–55쪽
- Shin, Jae-Eun (2010). “Changing Dynasties, Enduring Genealogy: A Critical Study on the Political Legitimation in Early Medieval Kamarupa”. 《Journal of Ancient Indian History》 (Kolkata: University of Calcutta) 27: 173–187.
- Sircar, D C (1990a), 〈Pragjyotisha-Kamarupa〉,   Barpujari, H K, 《The Comprehensive History of Assam》 I, Guwahati: Publication Board, Assam, 59–78쪽
- Sircar, D C (1990b), 〈Political History〉,   Barpujari, H K, 《The Comprehensive History of Assam》 I, Guwahati: Publication Board, Assam, 94–171쪽
- Sharma, Mukunda Madhava (1978), 《Inscriptions of Ancient Assam》, Gauhati University, Assam
- Urban, Hugh B. (2011). “The Womb of Tantra: Goddesses, Tribals, and Kings in Assam”. 《The Journal of Hindu Studies》 4 (3): 231–247. doi:10.1093/jhs/hir034.